# Tigridia van-houttei
Tigridia van-houttei là một loài thực vật có hoa trong họ Diên vĩ. Loài này được (Baker) Espejo & López-Ferr. miêu tả khoa học đầu tiên năm 1997.